# Радослав Рогина
Радослав Рогина е хърватски колоездач.

## Биография
Роден е на 3 март 1979 година в град Вараждин, Федерална Югославия. От 2002 година е професионален състезател по колоездене. През 2001 година завършва на трето място в „Гран при Кран“ в Словения. През 2003, 2006 и 2009 година спечелва международното състезание „По стъпките на Крал Никола“.
През 2007 година спечелва Обиколката на Хърватия и завършва на второ място в Обиколката на Сърбия. През 2008 година е сребърен медалист от Обиколката на Сърбия. През 2010 година завършва на трето място в Обиколката на Мароко, през 2011 година е на второ място в Обиколката на Словения.
В различни етапи от кариерата си, Рогина се състезава за отборите на „Перутнина Птуй“ и „Лоборика“.